# Cayman Togashi
Cayman Togashi (jap. 富樫 敬真 Togashi Cayman; ur. 10 sierpnia 1993) – japoński piłkarz występujący na pozycji napastnika. Obecnie występuje w Yokohama F. Marinos.

## Kariera klubowa
Od 2015 roku występował w klubie Yokohama F. Marinos.